# بورگ‌کریشن، اتریش
بورگ‌کریشن (به آلمانی: Burgkirchen) یک منطقهٔ مسکونی در اتریش است که در برونو آم این واقع شده‌است. بورگ‌کریشن ۴۵٬۸۸ کیلومتر مربع مساحت دارد ۳۹۳ متر بالاتر از سطح دریا واقع شده‌است.

## خواهرخوانده
شهر Füllinsdorf خواهرخواندهٔ بورگ‌کریشن هست.